# اچ‌ام‌اس تارتار (۱۹۰۷)
اچ‌ام‌اس تارتار (۱۹۰۷) (به انگلیسی: HMS Tartar (1907)) یک کشتی بود که طول آن ۲۵۵ فوت (۷۸ متر) بود. این کشتی در سال ۱۹۰۷ ساخته شد.